# Aphonopelma mojave
Aphonopelma mojave là một loài nhện trong họ Theraphosidae.
Loài này thuộc chi Aphonopelma. Aphonopelma mojave được miêu tả năm 1997 bởi Prentice.